# Lorenzo Morón García
Lorenzo Jesús Morón García, meglio noto come Loren (Marbella, 30 dicembre 1993), è un calciatore spagnolo, attaccante dell'Arīs Salonicco.

## Biografia
È il figlio dell'allenatore ed ex calciatore Lorenzo Morón.

## Caratteristiche tecniche
È un centravanti.

## Carriera
Ha esordito nella Liga il 3 febbraio 2018 con la maglia del Betis in occasione del match vinto 2-1 contro il Villarreal.
Nel 2023 si è trasferito all'Arīs Salonicco, club della prima divisione greca, della quale nella stagione 2023-2024 è stato capocannoniere.

## Palmarès

### Individuale
- Capocannoniere della Souper Ligka Ellada: 1

2023-2024 (20 reti)